# Sabella
Sabella är ett släkte av ringmaskar som beskrevs av Carl von Linné 1767. Sabella ingår i familjen Sabellidae.

## Dottertaxa tillSabella, i alfabetisk ordning[1][2]
- Sabella aculeata
- Sabella amaeana
- Sabella ammonita
- Sabella arenaria
- Sabella armata
- Sabella arundinacea
- Sabella brevibarbis
- Sabella brevicollaris
- Sabella calamus
- Sabella chloraema
- Sabella clavata
- Sabella compressa
- Sabella conica
- Sabella corticalis
- Sabella costulata
- Sabella crispa
- Sabella cucullus
- Sabella curta
- Sabella denudata
- Sabella dimidiata
- Sabella discifera
- Sabella fallax
- Sabella fidelia
- Sabella filialghifera
- Sabella fixa
- Sabella flabellata
- Sabella fragilis
- Sabella fullo
- Sabella fusca
- Sabella gracilis
- Sabella grossa
- Sabella helicina
- Sabella hospita
- Sabella hystricis
- Sabella imberbis
- Sabella intermedia
- Sabella judica
- Sabella kroyeri
- Sabella lamyi
- Sabella latisetosa
- Sabella marsupialis
- Sabella melanochlora
- Sabella membranacea
- Sabella mossambica
- Sabella muelleri
- Sabella murrayi
- Sabella neapolitana
- Sabella negate
- Sabella nigra
- Sabella norwegica
- Sabella nuda
- Sabella nudicollis
- Sabella oatesiana
- Sabella occidentalis
- Sabella pacifici
- Sabella pavonina
- Sabella picta
- Sabella pottaei
- Sabella pottoei
- Sabella pumilio
- Sabella punctulata
- Sabella pusilla
- Sabella ramosa
- Sabella rectangula
- Sabella ringens
- Sabella rudis
- Sabella sabulosa
- Sabella samoënsis
- Sabella sarsi
- Sabella scabra
- Sabella scoparia
- Sabella scruposa
- Sabella secusolutus
- Sabella setiformis
- Sabella simplex
- Sabella sosias
- Sabella southerni
- Sabella spallanzanii
- Sabella spirobranchia
- Sabella stagnalis
- Sabella subcylindrica
- Sabella teredula
- Sabella tricolor
- Sabella trigona
- Sabella uncinata
- Sabella variegata
- Sabella vegetabilis
- Sabella ventilabrum
- Sabella verticillata
- Sabella wireni
- Sabella zonalis